# Male Mune
Male Mune su pogranično naselje u Hrvatskoj u sastavu općine Matulja. Nalaze se u Primorsko-goranskoj županiji.

## Zemljopis
Istočno su Vele Mune, jugoistočno su Žejane, sjeveroistočno u Hrvatskoj je Pasjak, a preko granice u Sloveniji Starod, sjeverno u Sloveniji su Račice, jugozapadno u Hrvatskoj su Račja Vas i Lanišće.

## Stanovništvo
| broj stanovnika | 462   | 513   | 483   | 504   | 529   | 497   | 515   | 460   | 418   | 359   | 276   | 238   | 180   | 123   | 131   | 103   | 101   |
|                 | 1857. | 1869. | 1880. | 1890. | 1900. | 1910. | 1921. | 1931. | 1948. | 1953. | 1961. | 1971. | 1981. | 1991. | 2001. | 2011. | 2021. |